# Matematicko-fyzikální salon

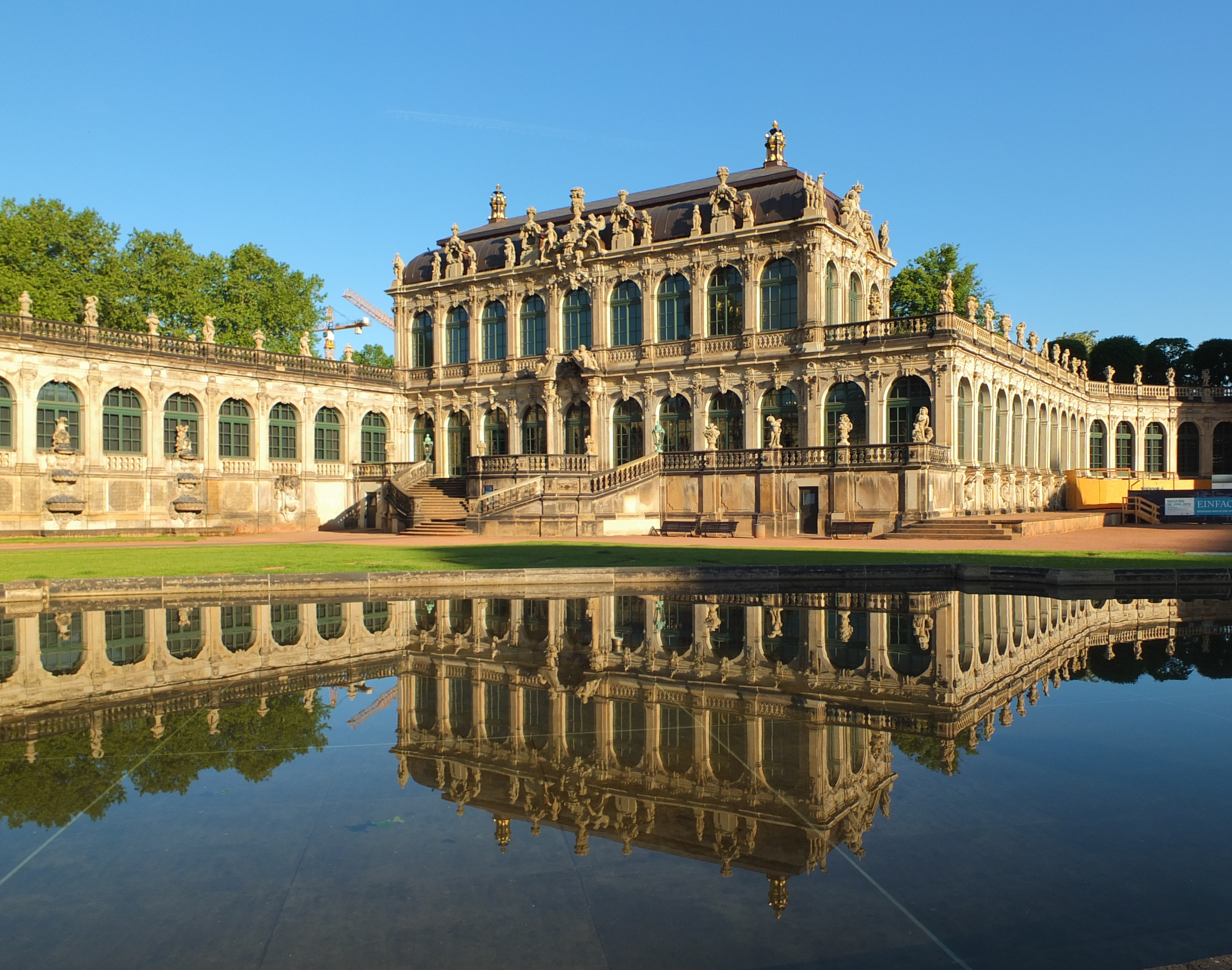
Západní křídlo Zwingeru s matematicko-fyzikálním salonem

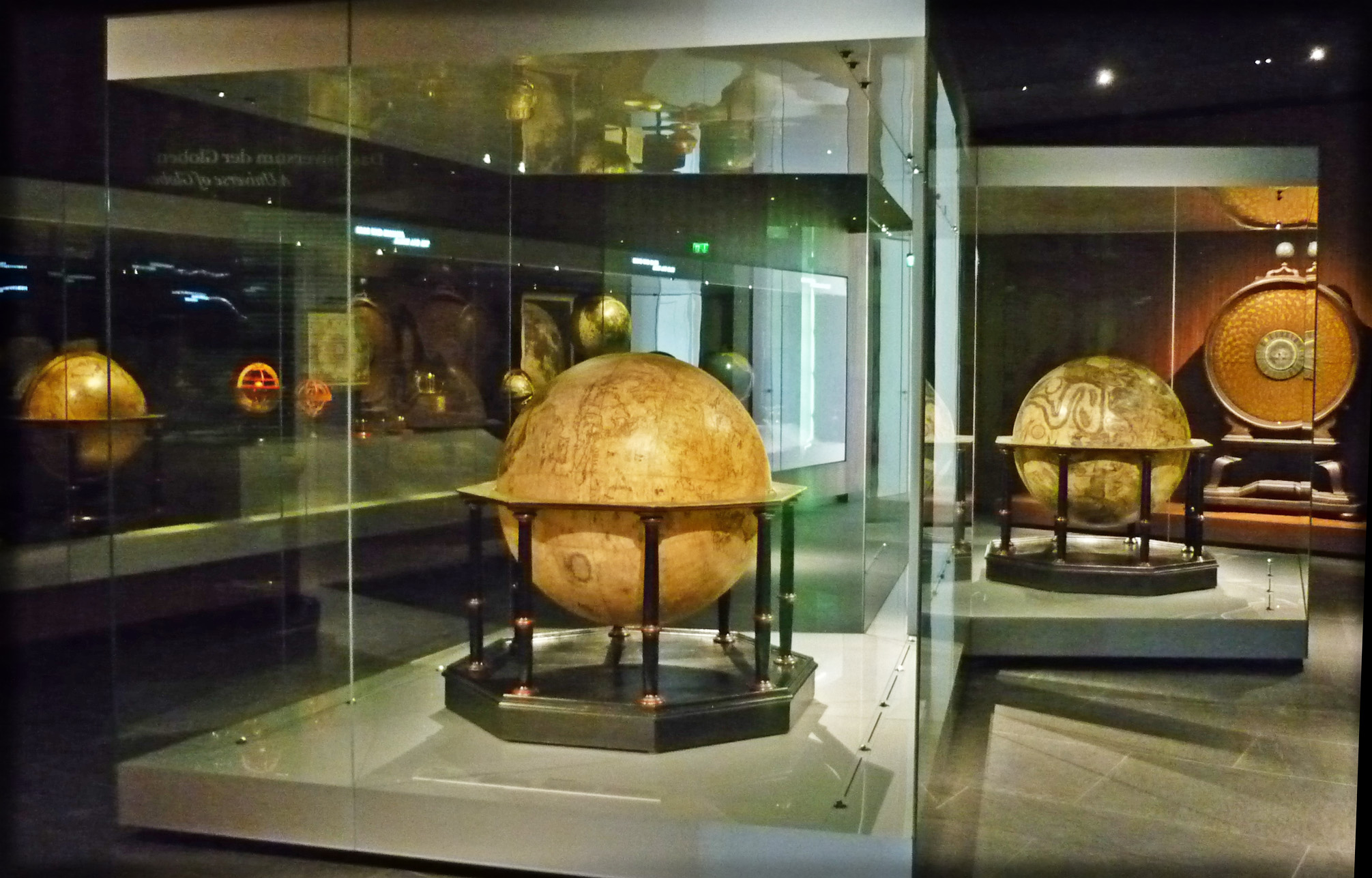
Místnost s glóby

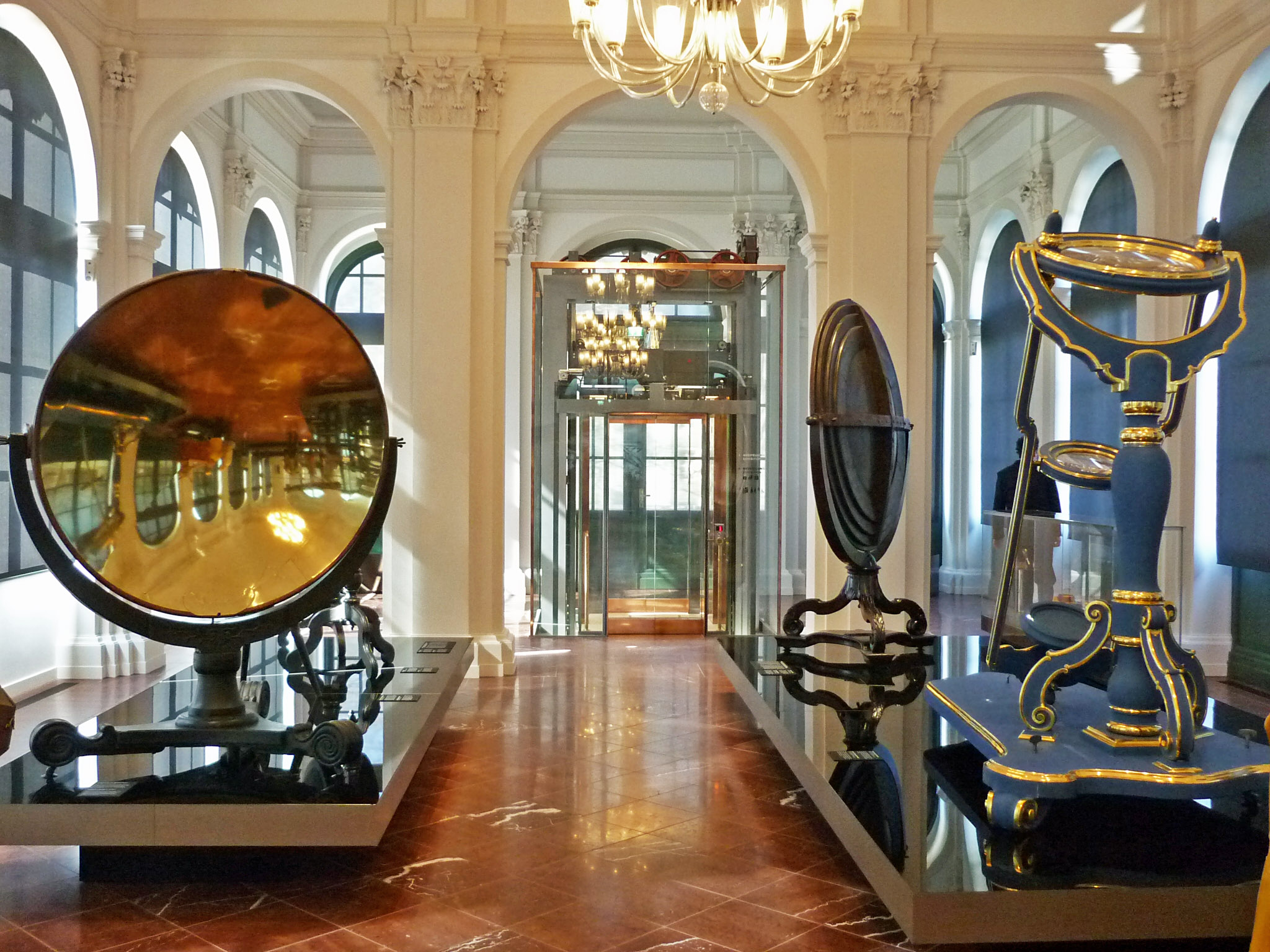
Zrcadla používaná k fyzikálním pokusům

Matematicko-fyzikální salon je součást Státních uměleckých sbírek Drážďany. Od roku 1728 sídlí v západním pavilonu Zwingeru. Vznikl jako součást uměleckých sbírek saských králů, díky jejich zájmu o matematiku a fyziku a o technické přístroje. Dalšími důvody vzniku sbírky byla také touha panovníků po prestiži a jejich záliba v mechanických „hračkách“.

## Historie
Salon byl roku 1724 vyčleněn za sbírky zbraní (Rüstkammer) a z jiných částí královských sbírek. Část exemplářů byla však shromažďována již v 16. století jako součást sbírky umění (Kunstkammer). Stejně jako některé vystavované kusy v Grünes Gewölbe, nepocházejí starší části sbírky pouze ze samotného Saska. Některé byly zakoupeny v jižním Německu nebo v severní Itálii. Díky této drážďanské sbírce však začal v tomto regionu rozvoj přesného řemesla, které se později přemístilo do manufaktur jako například v krušnohorském městě Glashütte, kde se dodnes vyrábí velmi kvalitní hodinky.
Dnešní název (v německém originále Mathematisch-Physikalischer Salon) pochází již z roku 1746. Mezi lety 1724 a 1746 byla sbírka pojmenována jako Královský kabinet matematických a fyzikálních přístrojů (Königliches Cabinet der mathematischen und physikalischen Instrumente). V 19. století měla sbírka velký vliv na technickou kulturu v Drážďanech. Wilhelm Gotthelf Lohrmann se v roce 1828, rok poté, co se stal hlavním inspektorem tohoto salonu, zasadil o založení technické školy (Technische Bildungsanstalt), jež byla předchůdkyní dnešní Technické univerzity Drážďany (Technische Universität Dresden).

## Sbírka
Podobně jako ve sbírce zbraní (Rüstkammer) se i zde jedná o vynikající ruční práci. Sbírka je věnována historickým přístrojům na měření délky, teploty, hmotnosti nebo objemu. Dále se zde nacházejí geodetické přístroje, historické mapy a glóby, astronomické optické přístroje a mapy oblohy a hvězd. Nachází se zde také známé zápalné zrcadlo od Andrease Gärtnera a zápalné čočky a zrcadla od Ehrenfrieda Walthera von Tschirnhaus. Vedle hodin ukazujících světový čas obsahuje sbírka mnoho dalších hodin. Pro knížata, která tyto předměty sbírala, hrála důležitou roli preciznost provedení, ale také umělecké zpracování předmětu.